# Lithobates areolatus
Espèce
Synonymes
- Rana areolata Baird & Girard, 1852
- Rana circulosa Rice & Davis, 1878

Statut de conservation UICN

 NT  : Quasi menacé
Lithobates areolatus est une espèce d'amphibiens de la famille des Ranidae.

## Répartition
Cette espèce est endémique du centre des États-Unis. Elle se rencontre :
- dans le Nord et le centre du Mississippi ;
- dans le centre-Nord de la Louisiane ;
- dans l'est du Texas ;
- dans l'est de l'Oklahoma ;
- dans le centre-Nord de l'Arkansas ;
- dans l'ouest du Tennessee ;
- dans l'ouest du Kentucky ;
- dans le sud de l'Indiana ;
- dans l'Illinois ;
- dans le Missouri ;
- dans le nord de l'Iowa ;
- dans l'est du Kansas ;
- dans l'Alabama.

## Liste des sous-espèces
Sous-espèces selon Frost, McDiarmid & Mendelson, 2008 :
- Lithobates areolatus areolatus (Baird & Girard, 1852) (Sud de l'aire de répartition)
- Lithobates areolatus circulosus (Rice & Davis, 1878) (Nord de l'aire de répartition)

## Description
Lithobates areolatus mesure de 56 à 76 mm. Sa couleur varie du jaune ou brun avec une zone blanche centre. Son dos est parsemé de nombreuses taches brunes cerclées de clair. Sur les côtés, la peau est plissée, et ce plus chez le mâle que chez la femelle. Ses tympans sont relativement petits.

## Régime alimentaire
Leur principale nourriture sont les écrevisses, mais, d'une manière générale, elle consomme tout ce qui est suffisamment petit pour être avalé, ce qui inclut les arthropodes et, dans certains cas, d'autres grenouilles.

## Publications originales
- Baird & Girard, 1852 : Characteristics of some new reptiles in the Museum of the Smithsonian Institution, part 3. Proceedings of the Academy of Natural Sciences of Philadelphia, vol. 6, p. 173 (texte intégral).
- Rice & Davis, 1878 : R. circulosa [In Addenda] in Jordan, 1878 : Manual of the Vertebrates of the Northern United States, Including the District East of the Mississippi River, and North of North Carolina and Tennessee, Exclusive of Marine Species. Second Edition, Revised and Enlarged. Jansen, McClurg & Company [Chicago] (texte intégral).